# Guillermo Ramírez Diez
Guillermo Andrés Ramírez Diez (Santiago, 16 de abril de 1979) es un político chileno, ex secretario general de la Unión Demócrata Independiente (UDI) entre 2015 y 2017; tras la renuncia de Javier Macaya, asumió como presidente interino de su partido el 23 de julio de 2024. Fue consejero superior de la Pontificia Universidad Católica de Chile (2004) y presidente del Movimiento Gremial (2005). Durante el primer gobierno del Presidente Sebastián Piñera trabajó en el Ministerio Secretaría General de la Presidencia.

## Primeros años de vida
Es hijo de Guillermo Ramírez Platino y María Soledad Diez Infante. 
Por vía materna es bisnieto del diputado Manuel Diez García, quien a su vez fue padre del político y senador Sergio Diez Urzúa, siendo este último su tío abuelo y, quien lo motivara, varias veces a comenzar a militar.
Su educación primaria y secundaria la realizó en el colegio The Grange School donde fue vicepresidente del centro de alumnos (1996), All Rounder (1996) y Prefect (1997). 
A los 18 años entró a la Pontificia Universidad Católica de Chile a estudiar Ingeniería Civil. Después de dos años decidió cambiar de rumbo e ingresó a Derecho en la misma universidad. En esos años conoció a los actuales diputados Arturo Squella y Jaime Bellolio quienes lo invitaron a participar del Movimiento Gremial, donde inició su carrera política. Durante la FEUC 2003, que presidió Jaime Bellolio, Ramírez fue elegido Consejero Ejecutivo, al año siguiente sería elegido Consejero Superior y el 2005 ejerció la presidencia del Movimiento Gremial.

### Matrimonio e hijos
Está casado con María Gracia Errázuriz y tienen 4 hijos.

## Vida pública
Ya titulado como abogado, Ramírez ingresó a trabajar a la Fundación Jaime Guzmán. Posteriormente, en 2009, fue Jefe de Gabinete del presidente de la UDI, Juan Antonio Coloma Correa, y del Subsecretario General de la Presidencia de Chile, Claudio Alvarado (2010). Entre 2010 y 2012 estudió un Máster en Políticas Públicas en la Universidad de Harvard. A su regreso, fue subdirector de la Fundación Jaime Guzmán y miembro de la comisión política de la UDI, hasta que en abril de 2015 se convirtió en Secretario General del partido. A inicios de 2017, asumió como jefe de gabinete del alcalde de Las Condes, Joaquín Lavín Infante.
Desde 2022 ha integrado las comisiones de Hacienda, Emergencia, Desastres y Bomberos y las comisiones investigadoras de Beneficios intrapenitenciarios y Juegos Panamericanos. En 2023 fue jefe de bancada en la Cámara.
Además de la política Ramírez es, desde 2012, panelista en Radio Cooperativa, así como columnista en el diario La Tercera y en el blog T13.

## Controversias
En abril de 2017, durante una entrevista en la Radio Cooperativa, Ramírez señaló sobre una supuesta práctica abortiva «En Estados Unidos hay algunos estados que tienen un aborto que se llama ‘incomplete abortion birth’, que es el aborto de nacimiento incompleto que es que, mientras el niño esté entero en el cuerpo de la madre se puede abortar. entonces, lo que ocurre, es que lo sacas de los pies, incluso de nueve meses de embarazo, le cortan la cabeza y se puede abortar… aprobado por Bill Clinton», declaración que resultó ser falsa.
En julio de 2020, Ramírez fue criticado por su par Erika Olivera luego de este privilegiara su participación en el matinal de CHV a participar por vía telemática de la sesión de la Cámara de Diputados, en donde Ramírez debía rendir un Informe de la Comisión de Hacienda.
Durante las elecciones realizadas para la FEUC a finales del 2020, se conoció que miembros del Movimiento Gremial de la Universidad Católica de Chile, movimiento del cual Ramírez formó parte durante su etapa universitaria, ocupaban su oficina, vulnerando así la norma legal del Consejo Resolutivo de Asignaciones Parlamentarias la cual expresa que una sede de este tipo no puede usarse para fines ajenos a la actividad parlamentaria. Ante estos hechos Andrés Zaldívar, exsenador y miembro del organismo que entrega las normativas para el correcto desempeño de la labor parlamentaria, señaló que «está prohibido el uso para otros fines, por ende, no está bien» y que el hecho podría ser denunciado y sancionado.
En abril de 2024 fue multado por el TRICEL con 41,7 UTM por violar reiteradamente la ley electoral durante su campaña parlamentaria de 2021. El Servel señaló comunicarle en siete ocasiones a Ramírez que estaba cometiendo infracciones a la ley que debían ser subsanadas. Sin embargo, el diputado no tomó medida alguna ante las advertencias.

## Historial electoral

### Elecciones parlamentarias de 2017
- Elecciones parlamentarias de 2017, para Diputado por el distrito 11 (La Reina, Las Condes, Lo Barnechea, Peñalolén y Vitacura)[15]

### Elecciones parlamentarias de 2021
- Elecciones parlamentarias de 2021, a Diputado por el distrito 11 (La Reina, Las Condes, Lo Barnechea, Peñalolén y Vitacura)[16]